# Copa d'Europa d'hoquei sobre patins masculina 2009-2010
La quaranta-cinquena edició de la Copa d'Europa d'hoquei patins masculina s'inicià el 21 de novembre de 2009 i finalitzà el 30 de maig de 2010.
A la fase regular hi van participar 16 equips.
La fase final, anomenada Final 6, la jugaren el millor de cadascun dels 4 grups i els dos equips vencedors de les repesques entre els segons classificats de cada grup.

## Participants
| Grup A | Grup A              |
| ------ | ------------------- |
|        | AP Follonica Hockey |
|        | AGD Mataró          |
|        | SCRA Saint Omer     |
|        | Roncato Patí Vic    |

| Grup B | Grup B         |
| ------ | -------------- |
|        | Candelária SC  |
|        | Noia Freixenet |
|        | Tecnol Reus    |
|        | RSV Weil       |

| Grup C | Grup C                 |
| ------ | ---------------------- |
|        | Barcelona Sorli Discau |
|        | Bassano Hockey 54      |
|        | Grup Lloret            |
|        | HC Quévert             |

| Grup D | Grup D          |
| ------ | --------------- |
|        | ERG Iserlohn    |
|        | FC Porto        |
|        | Hockey Valdagno |
|        | CGC Viareggio   |

## Fase Regular

### Grup A
| Grup A              | Pts | PJ | PG | PE | PP | GF | GC | DG  |
| ------------------- | --- | -- | -- | -- | -- | -- | -- | --- |
| Roncato Patí Vic    | 16  | 6  | 5  | 1  | 0  | 22 | 9  | +13 |
| AP Follonica Hockey | 9   | 6  | 3  | 0  | 3  | 23 | 17 | +6  |
| AGD Mataró          | 6   | 6  | 2  | 0  | 4  | 15 | 27 | -12 |
| SCRA Saint Omer     | 4   | 6  | 1  | 1  | 4  | 15 | 22 | -7  |

| 21 de novembre de 2009        |       |                                                     |                                                                    |
| AP Follonica Hockey           | 2-5   | Roncato Patí Vic                                    | Palasport Armeni "Capannino" Àrbitres: Araujo i Da Conceiçao (POR) |
| Veláquez 6' (p) Bresciani 46' | [ 1 ] | Roca 11' (p), 39' Carbó 19' Torra 42' Masoliver 43' | Palasport Armeni "Capannino" Àrbitres: Araujo i Da Conceiçao (POR) |

| 21 de novembre de 2009                                 |       |                          |                                                   |
| SCRA Saint Omer                                        | 4-2   | AGD Mataró               | Salle du Brockus Àrbitres: Ulrich i Flossel (GER) |
| K. Guilbert 14', 39' N. Guilbert 30' Furstenberger 42' | [ 2 ] | Puig 5' Trullols 34' (p) | Salle du Brockus Àrbitres: Ulrich i Flossel (GER) |

| 19 de desembre de 2009 (20:30)      |       |                     |                                                              |
| AGD Mataró                          | 4-1   | AP Follonica Hockey | Pavelló Municipal de Cirera Àrbitres:Lamela i Monteiro (POR) |
| Florenza 29', 47'(fd) Puig 46', 50' | [ 3 ] | Polverini 1'        | Pavelló Municipal de Cirera Àrbitres:Lamela i Monteiro (POR) |

| 19 de desembre de 2009 (19:30) |       |                 |                                                          |
| Roncato Patí Vic               | 3-1   | SCRA Saint Omer | Pavelló Olímpic de Vic Àrbitres:Flossel i Niestroy (GER) |
| Roca 14' Masoliver 17', 21'    | [ 4 ] | Le Menn 43'     | Pavelló Olímpic de Vic Àrbitres:Flossel i Niestroy (GER) |

| 16 de gener de 2010 (16:15)                |       |                     |                                                          |
| Roncato Patí Vic                           | 5-2   | AGD Mataró          | Pavelló Olímpic de Vic Àrbitres:Alfonso i Lameiras (POR) |
| Roca 5', 18', 23'(p) Pla 23' Masoliver 24' | [ 5 ] | Puig 18' Giralt 28' | Pavelló Olímpic de Vic Àrbitres:Alfonso i Lameiras (POR) |

| 16 de gener de 2010 |     |                     |                            |
| SCRA Saint Omer     | 3-4 | AP Follonica Hockey | Salle du Brockus Àrbitres: |
|                     |     |                     | Salle du Brockus Àrbitres: |

| 20 de febrer de 2010 (19:30) |       |                     |                                                         |
| Roncato Patí Vic             | 2-1   | AP Follonica Hockey | Pavelló Olímpic de Vic Àrbitres: Carpelho i Romào (POR) |
| Masoliver 19' Torra 25'      | [ 6 ] | Ordóñez 46' (fd)    | Pavelló Olímpic de Vic Àrbitres: Carpelho i Romào (POR) |

| 20 de febrer de 2010 (20:30)                       |       |                                            |                                                                    |
| AGD Mataró                                         | 5-3   | SCRA Saint Omer                            | Pavelló Municipal de Cirera Àrbitres: Barbarisi i Tartarelli (ITA) |
| Feliu 4', 21' Florenza 25', 41'(fd) Truyols 31'(p) | [ 7 ] | Guilbert 35' Le Menn 40' Rulfeburg 48'(fd) | Pavelló Municipal de Cirera Àrbitres: Barbarisi i Tartarelli (ITA) |

| 6 de març de 2010 (20:30) |       |                       |                                                      |
| SCRA Saint Omer           | 2-2   | Roncato Patí Vic      | Salle du Brockus Àrbitres: Andrisani i Rotelli (ITA) |
| Henry 6' Guilbert 35'     | [ 8 ] | Bancells 32' Roca 41' | Salle du Brockus Àrbitres: Andrisani i Rotelli (ITA) |

| 6 de març de 2010 (21:00)                                                                    |       |            |                                                            |
| AP Follonica Hockey                                                                          | 9-1   | AGD Mataró | Palasport Armeni "Capannino" Àrbitres: Serra i Lopes (POR) |
| Polverini 11' Molina 12'(fd), 18', 42' Ordóñez 15', 28'(p), 48' Florenza 46'(pp) Franchi 49' | [ 9 ] | Gassó 26'  | Palasport Armeni "Capannino" Àrbitres: Serra i Lopes (POR) |

| 27 de març de 2010 (21:00) |        |                                                      |                                                                           |
| AGD Mataró                 | 1-5    | Roncato Patí Vic                                     | Pavelló Municipal de Cirera Àrbitres: Rego Lamela i Vieira Monteiro (POR) |
| Pérez 41'                  | [ 10 ] | López 1' Bancells 4' Pla 13' Masoliver 16' Carbó 24' | Pavelló Municipal de Cirera Àrbitres: Rego Lamela i Vieira Monteiro (POR) |

| 27 de març de 2010 (21:00) |     |                 |                              |
| AP Follonica Hockey        | 6-2 | SCRA Saint Omer | Palasport Armeni "Capannino" |
|                            |     |                 | Palasport Armeni "Capannino" |

### Grup B
| Grup B         | Pts | PJ | PG | PE | PP | GF | GC | DG  |
| -------------- | --- | -- | -- | -- | -- | -- | -- | --- |
| Noia Freixenet | 13  | 6  | 4  | 1  | 1  | 24 | 18 | +6  |
| Tecnol Reus    | 13  | 6  | 4  | 1  | 1  | 24 | 11 | +13 |
| Candelária SC  | 9   | 6  | 3  | 0  | 3  | 23 | 21 | +2  |
| RSV Weil       | 0   | 6  | 0  | 0  | 6  | 11 | 32 | -21 |

| 21 de novembre de 2009                 |               |                                     |                                                                      |
| Noia Freixenet                         | 3-2           | Tecnol Reus                         | Pavelló Olímpic de l'Ateneu Agrícola Àrbitres: Zonta i Perrone (ITA) |
| Caldú 2' Bargalló 31' (p) Del Amor 38' | [ 11 ] [ 12 ] | Esteller 27' M. Bertolucci 48' (fd) | Pavelló Olímpic de l'Ateneu Agrícola Àrbitres: Zonta i Perrone (ITA) |

| 21 de novembre de 2009 |     |               |  |
| RSV Weil               | 2-6 | Candelária SC |  |
|                        |     |               |  |

| 19 de desembre de 2009 (21:30)                                                         |        |          |                                                                    |
| Tecnol Reus                                                                            | 7-0    | RSV Weil | Palau d'Esports Reus Deportiu Àrbitres:Carmazzi i Tartarelli (ITA) |
| Páez 5' García 10' Casanovas 17' M. Bertolucci 18' A. Bertolucci 23' Gil 24' Caldú 28' | [ 13 ] |          | Palau d'Esports Reus Deportiu Àrbitres:Carmazzi i Tartarelli (ITA) |

| 19 de desembre de 2009 (23:00) |     |                |                                          |
| Candelária SC                  | 7-2 | Noia Freixenet | Pavilhão da Escola Costa Nunes Àrbitres: |
|                                |     |                | Pavilhão da Escola Costa Nunes Àrbitres: |

| 16 de gener de 2010 (21:30)                                |        |               |                                                              |
| Tecnol Reus                                                | 5-1    | Candelária SC | Palau d'Esports Reus Deportiu Àrbitres:Fermi i Rotelli (ITA) |
| M. Bertolucci 8'(fd), 49' A. Bertolucci 27', 47' Molet 38' | [ 14 ] | Fernandez 7'  | Palau d'Esports Reus Deportiu Àrbitres:Fermi i Rotelli (ITA) |

| 16 de gener de 2010 (19:30)                |        |                                     |                                                                       |
| Noia Freixenet                             | 4-3    | RSV Weil                            | Pavelló Olímpic de l'Ateneu Agrícola Àrbitres:Niestroy i Ehlert (GER) |
| Mitjans 2' Feixas 8', 23' Del Amor 32'(fd) | [ 15 ] | Bross 22' Abraha 38' Worner 50'(fd) | Pavelló Olímpic de l'Ateneu Agrícola Àrbitres:Niestroy i Ehlert (GER) |

| 20 de febrer de 2010 (21:30)                      |        |                                             |                                                              |
| Tecnol Reus                                       | 4-4    | Noia Freixenet                              | Palau d'Esports Reus Deportiu Àrbitres: Pinto i Afonso (POR) |
| Casanovas 21' Molet 40', 41'(p) S. Bertolucci 47' | [ 16 ] | Cabestany 10', 40' Mitjans 13' Bargalló 45' | Palau d'Esports Reus Deportiu Àrbitres: Pinto i Afonso (POR) |

| febrer de 2010 |     |          |                                |
| Candelária SC  | 6-4 | RSV Weil | Pavilhão da Escola Costa Nunes |
|                |     |          | Pavilhão da Escola Costa Nunes |

| 6 de març de 2010 (16:30) |        |                                  |                                   |
| RSV Weil                  | 1-3    | Tecnol Reus                      | Àrbitres: Ullrich i Carsten (GER) |
| Bross 5'(fd)              | [ 17 ] | A. Bertolucci 28', 48' Caldú 43' | Àrbitres: Ullrich i Carsten (GER) |

| 6 de març de 2010                                           |        |               |                                                                        |
| Noia Freixenet                                              | 5-1    | Candelária SC | Pavelló Olímpic de l'Ateneu Agrícola Àrbitres: Fermi i Barbarisi (ITA) |
| Mitjans 3' Bargalló 19' Cáceres 22' Feixas 25' Esteller 42' | [ 18 ] | Silva 25'     | Pavelló Olímpic de l'Ateneu Agrícola Àrbitres: Fermi i Barbarisi (ITA) |

| 27 de març de 2010 (21:00) |        |                                                  |                                                                 |
| Candelária SC              | 2-3    | Tecnol Reus                                      | Pavilhão da Escola Costa Nunes Àrbitres: Carmazzi i Zonta (ITA) |
| Oliva 49'(fd) Silva 49'    | [ 19 ] | A. Bertolucci 25' M. Bertolucci 37'(fd) Páez 41' | Pavilhão da Escola Costa Nunes Àrbitres: Carmazzi i Zonta (ITA) |

| 27 de març de 2010 (21:00) |        |                                                                     |                                   |
| RSV Weil                   | 1-6    | Noia Freixenet                                                      | Àrbitres: Bisacco i Galoppi (ITA) |
| Worner 33'(p)              | [ 20 ] | Del Amor 2' Mitjans 7' Feixas 28' Bargalló 29', 30' Cáceres 43'(fd) | Àrbitres: Bisacco i Galoppi (ITA) |

### Grup C
| Grup C                 | Pts | PJ | PG | PE | PP | GF | GC | DG  |
| ---------------------- | --- | -- | -- | -- | -- | -- | -- | --- |
| Barcelona Sorli Discau | 18  | 6  | 6  | 0  | 0  | 36 | 6  | +30 |
| Grup Lloret            | 10  | 6  | 3  | 1  | 2  | 20 | 25 | -5  |
| Bassano Hockey 54      | 7   | 6  | 2  | 1  | 3  | 27 | 33 | -6  |
| HC Quévert             | 0   | 6  | 0  | 0  | 6  | 13 | 32 | -19 |

| 20 de novembre de 2009 |        |                                 |                           |
| HC Quévert             | 0-3    | Barcelona Sorli Discau          | Salle Omnisports de Dinan |
|                        | [ 21 ] | Adroher 15' Páez 20' Ordeig 43' | Salle Omnisports de Dinan |

| 21 de novembre de 2009                |        |                                                       |                                                              |
| Grup Lloret                           | 6-5    | Bassano Hockey 54                                     | Pavelló Municipal d'Esports Àrbitres: Peixoto i Vieira (POR) |
| González 17', 19', 24', 28', 34', 47' | [ 22 ] | Peripolli 20 Antezza 23', 50' (fd) Zen 42' Avalos 49' | Pavelló Municipal d'Esports Àrbitres: Peixoto i Vieira (POR) |

| 19 de desembre de 2009 (19:00)               |        |             |                                               |
| Barcelona Sorli Discau                       | 4-0    | Grup Lloret | Palau Blaugrana Àrbitres: Pinto i Romao (POR) |
| Borregan 11' Panadero 19' López 32' Páez 36' | [ 23 ] |             | Palau Blaugrana Àrbitres: Pinto i Romao (POR) |

| 19 de desembre de 2009 |     |            |             |
| Bassano Hockey 54      | 6-3 | HC Quévert | PalaBassano |
|                        |     |            | PalaBassano |

| 16 de gener de 2010 (20:00)                                                  |        |                             |                                              |
| Barcelona Sorli Discau                                                       | 9-3    | Bassano Hockey 54           | Palau Blaugrana Àrbitres:Lopes i Serra (POR) |
| Ordeig 7', 41',46' Borregán 10' Panadero 19' López 26', 30' Adroher 33', 37' | [ 24 ] | Pallarès 35', 50' Filho 45' | Palau Blaugrana Àrbitres:Lopes i Serra (POR) |

| 16 de gener de 2010 (21:00) |        |                                   |                                                            |
| HC Quévert                  | 2-3    | Grup Lloret                       | Salle Omnisports de Dinan Àrbitres:Perrone i Galoppi (ITA) |
| Hamon 32'(p) López 33'(fd)  | [ 25 ] | Casalí 1' Martos 25' González 27' | Salle Omnisports de Dinan Àrbitres:Perrone i Galoppi (ITA) |

| 21 de febrer de 2010 (12:30)                                                              |      |             |                                                 |
| Barcelona Sorli Discau                                                                    | 10-1 | HC Quévert  | Palau Blaugrana Àrbitres: Ulrich i Ehlert (GER) |
| Adroher 10', 48', 49' López 21', 47' Borregan 26' Panadero 26' García 29' Ordeig 43', 44' |      | Minuzzi 50' | Palau Blaugrana Àrbitres: Ulrich i Ehlert (GER) |

| 20 de febrer de 2010                                      |        |                                                       |                                               |
| Bassano Hockey 54                                         | 6-6    | Grup Lloret                                           | PalaBassano Àrbitres: Peixoto i Ventura (POR) |
| Cacao 5' Pallarés 12' Abalos 17' Zen 18' Antezza 24', 45' | [ 26 ] | Casalí 7', 33' González 32', 47' Lladó 40' Martos 42' | PalaBassano Àrbitres: Peixoto i Ventura (POR) |

| 6 de març de 2010 (19:30) |        |                                                      |                                     |
| Grup Lloret               | 2-6    | Barcelona Sorli Discau                               | Àrbitres: Lameiras i Carpelho (POR) |
| Crespo 20' Martos 27'     | [ 27 ] | García 11', 15', 32'(p) Borregan 17' Ordeig 39', 47' | Àrbitres: Lameiras i Carpelho (POR) |

| 6 de març de 2010 |     |                   |  |
| HC Quévert        | 5-7 | Bassano Hockey 54 |  |
|                   |     |                   |  |

| 27 de març de 2010 (21:00) |        |                                     |                                           |
| Bassano Hockey 54          | 0-4    | Barcelona Sorli Discau              | PalaBassano Àrbitres: Pinto i Pinto (POR) |
|                            | [ 28 ] | Adroher 19', 43' García 28'(p), 30' | PalaBassano Àrbitres: Pinto i Pinto (POR) |

| 27 de març de 2010 (21:00) |        |                           |                                                          |
| Grup Lloret                | 3-2    | HC Quévert                | Pavelló Municipal d'Esports Àrbitres: Afonso Romao (POR) |
| Tibau 5' González 17', 19' | [ 29 ] | Hauvelin 25' Maturano 44' | Pavelló Municipal d'Esports Àrbitres: Afonso Romao (POR) |

### Grup D
| Grup D          | Pts | PJ | PG | PE | PP | GF | GC | DG  |
| --------------- | --- | -- | -- | -- | -- | -- | -- | --- |
| Hockey Valdagno | 13  | 6  | 4  | 1  | 1  | 34 | 18 | +16 |
| FC Porto        | 10  | 6  | 3  | 1  | 2  | 38 | 21 | +17 |
| CGC Viareggio   | 8   | 6  | 2  | 2  | 2  | 22 | 24 | -2  |
| ERG Iserlohn    | 3   | 6  | 1  | 0  | 5  | 13 | 44 | -31 |

| 21 de novembre de 2009 (17:00) |      |          |                                     |
| FC Porto                       | 15-3 | Iserlohn | Àrbitres: X. Galán i L. Delfa (ESP) |
|                                |      |          | Àrbitres: X. Galán i L. Delfa (ESP) |

| 30 de gener de 2010 (20:45) |     |               |                                           |
| Hockey Valdagno             | 3-5 | CGC Viareggio | Àrbitres: O. Valverde i C. J. Bifet (ESP) |
|                             |     |               | Àrbitres: O. Valverde i C. J. Bifet (ESP) |

| 19 de desembre de 2009 (16:30) |      |                 |                                      |
| Iserlohn                       | 0-10 | Hockey Valdagno | Àrbitres: J. Vidal i J. Molina (ESP) |
|                                |      |                 | Àrbitres: J. Vidal i J. Molina (ESP) |

| 19 de desembre de 2009 (19:00) |     |          |  |
| CGC Viareggio                  | 1-1 | FC Porto |  |
|                                |     |          |  |

| 16 de gener de 2010 (20:00) |     |               |                                            |
| Iserlohn                    | 4-3 | CGC Viareggio | Àrbitres: J. A. Ribó (ESP) i D. Bell (GBR) |
|                             |     |               | Àrbitres: J. A. Ribó (ESP) i D. Bell (GBR) |

| 16 de gener de 2010 (17:00) |     |                 |                                     |
| FC Porto                    | 3-5 | Hockey Valdagno | Àrbitres: A. Gómez i J. Gómez (ESP) |
|                             |     |                 | Àrbitres: A. Gómez i J. Gómez (ESP) |

| 20 de febrer de 2010 (20:00) |     |          |                                         |
| Iserlohn                     | 1-6 | FC Porto | Àrbitres: A. Bisacco i C. Corponi (ITA) |
|                              |     |          | Àrbitres: A. Bisacco i C. Corponi (ITA) |

| 20 de febrer de 2010 (21:00) |     |                 |                                     |
| CGC Viareggio                | 4-4 | Hockey Valdagno | Àrbitres: X. Galán i L. Delfa (ESP) |
|                              |     |                 | Àrbitres: X. Galán i L. Delfa (ESP) |

| 6 de març de 2010 (20:45) |     |          |                                         |
| Hockey Valdagno           | 7-3 | Iserlohn | Àrbitres: J. J. Prades i A. Gómez (ESP) |
|                           |     |          | Àrbitres: J. J. Prades i A. Gómez (ESP) |

| 6 de març de 2010 (15:00) |      |               |                                       |
| FC Porto                  | 10-6 | CGC Viareggio | Àrbitres: J. López i E. Mariñas (ESP) |
|                           |      |               | Àrbitres: J. López i E. Mariñas (ESP) |

| 27 de març de 2010 (21:00) |     |          |                                           |
| CGC Viareggio              | 3-2 | Iserlohn | Àrbitres: O. Valverde i C. J. Bifet (ESP) |
|                            |     |          | Àrbitres: O. Valverde i C. J. Bifet (ESP) |

| 27 de març de 2010 (20:45) |     |          |                                       |
| Hockey Valdagno            | 5-3 | FC Porto | Àrbitres: J. Vidal i J. A. Ribó (ESP) |
|                            |     |          | Àrbitres: J. Vidal i J. A. Ribó (ESP) |

## Repesca
| 10 d'abril de 2010 (21:00) |     |          |                                         |
| AP Follonica Hockey        | 4-6 | FC Porto | Àrbitres: A. Gómez i J. J. Prades (ESP) |
|                            |     |          | Àrbitres: A. Gómez i J. J. Prades (ESP) |

| 17 d'abril de 2010 (17:00) |     |                     |                                         |
| FC Porto                   | 5-2 | AP Follonica Hockey | Àrbitres: F. J. García i L. Delfa (ESP) |
|                            |     |                     | Àrbitres: F. J. García i L. Delfa (ESP) |

| 10 d'abril de 2010 (21:30)                             |        |             |                                                                          |
| Tecnol Reus                                            | 5-1    | Grup Lloret | Palau d'Esports Reus Deportiu Àrbitres: L.F. Lopes i J.A. Baltazar (POR) |
| Páez 12', 40' M. Bertolucci 14' Molet 42' González 48' | [ 30 ] | García 46'  | Palau d'Esports Reus Deportiu Àrbitres: L.F. Lopes i J.A. Baltazar (POR) |

| 17 d'abril de 2010 (19:30)                            |        |                                                          |                                                                 |
| Grup Lloret                                           | 5-4    | Tecnol Reus                                              | Pavelló Municipal d'Esports Àrbitres: J. Rego i J. Vieira (POR) |
| Tibau 12' González 31' (p) Crespo 47', 47' Casalí 49' | [ 31 ] | Garcia 19' A. Bertolucci 20' Caldú 34' M. Bertolucci 36' | Pavelló Municipal d'Esports Àrbitres: J. Rego i J. Vieira (POR) |

## Final a 6

### Grup E
| Equip                  | Pts | PJ | PG | PE | PP | GF | GC | DG  |
| ---------------------- | --- | -- | -- | -- | -- | -- | -- | --- |
| Barcelona Sorli Discau | 4   | 2  | 1  | 1  | 0  | 15 | 7  | +8  |
| FC Porto               | 4   | 2  | 1  | 1  | 0  | 8  | 6  | +2  |
| Hockey Valdagno        | 0   | 2  | 0  | 0  | 2  | 5  | 15 | -10 |

| 27 de maig de 2010 (19:00)         |        |                                           |                                                 |
| FC Porto                           | 4-4    | Barcelona Sorli Discau                    | PalaLido Àrbitres: M. Carmazzi i G. Fermi (ITA) |
| Silva 30' Gil 40', 45' Ventura 41' | [ 32 ] | Páez 1' Ordeig 32' Reinaldo 35' lópez 43' | PalaLido Àrbitres: M. Carmazzi i G. Fermi (ITA) |

| 28 de maig de 2010 (19:00) |     |                                |                                             |
| Hockey Valdagno            | 2-4 | FC Porto                       | PalaLido Àrbitres: J. Ribó i J. Gómez (ESP) |
| Tataranni (1) Nicolia (1)  |     | Ventura (1) Gil (1) Garcia (2) | PalaLido Àrbitres: J. Ribó i J. Gómez (ESP) |

| 29 de maig de 2010 (19:00) |        |                                                                                            |                                         |
| Hockey Valdagno            | 3-11   | Barcelona Sorli Discau                                                                     | PalaLido Àrbitres: Lamela i Pinto (POR) |
| Raed 2' Motaran 7', 26'    | [ 33 ] | Ordeig 6', 28' Adroher 27', 30', 37', 49' Teixidó 34' Páez 39' López 40', 42' Panadero 43' | PalaLido Àrbitres: Lamela i Pinto (POR) |

### Grup F
| Equip            | Pts | PJ | PG | PE | PP | GF | GC | DG |
| ---------------- | --- | -- | -- | -- | -- | -- | -- | -- |
| Roncato Patí Vic | 4   | 2  | 1  | 1  | 0  | 9  | 8  | +1 |
| Tecnol Reus      | 3   | 2  | 1  | 0  | 1  | 9  | 7  | +2 |
| Noia Freixenet   | 1   | 2  | 0  | 1  | 1  | 8  | 11 | -3 |

| 27 de maig de 2010 (17:00) |     |                |          |
| Tecnol Reus                | 6-3 | Noia Freixenet | PalaLido |
|                            |     |                | PalaLido |

| 28 de maig de 2010 (17:00) |     |             |          |
| Roncato Patí Vic           | 4-3 | Tecnol Reus | PalaLido |
|                            |     |             | PalaLido |

| 29 de maig de 2010 (17:00) |     |                  |          |
| Noia Freixenet             | 5-5 | Roncato Patí Vic | PalaLido |
|                            |     |                  | PalaLido |

## Final
| 30 de maig de 2010 (16:00)                   |        |                  |                                                     |
| Barcelona Sorli Discau                       | 4-1    | Roncato Patí Vic | PalaLido Àrbitres: G. Fermi (ITA) i R. Lamela (POR) |
| Adroher 21' Páez 23' Panadero 40' García 42' | [ 34 ] | Masoliver 49'    | PalaLido Àrbitres: G. Fermi (ITA) i R. Lamela (POR) |

| Campió BARCELONA SORLI DISCAU |